# 阿·勒柯克競技場
阿·勒柯克競技場，原名为利莱屈拉体育场，是位於愛沙尼亞首都塔林的一座足球場。该球场为弗洛拉足球俱乐部及爱沙尼亚国家足球队的主场。球场观众容量14,336个座位，为爱沙尼亚最大的足球场。

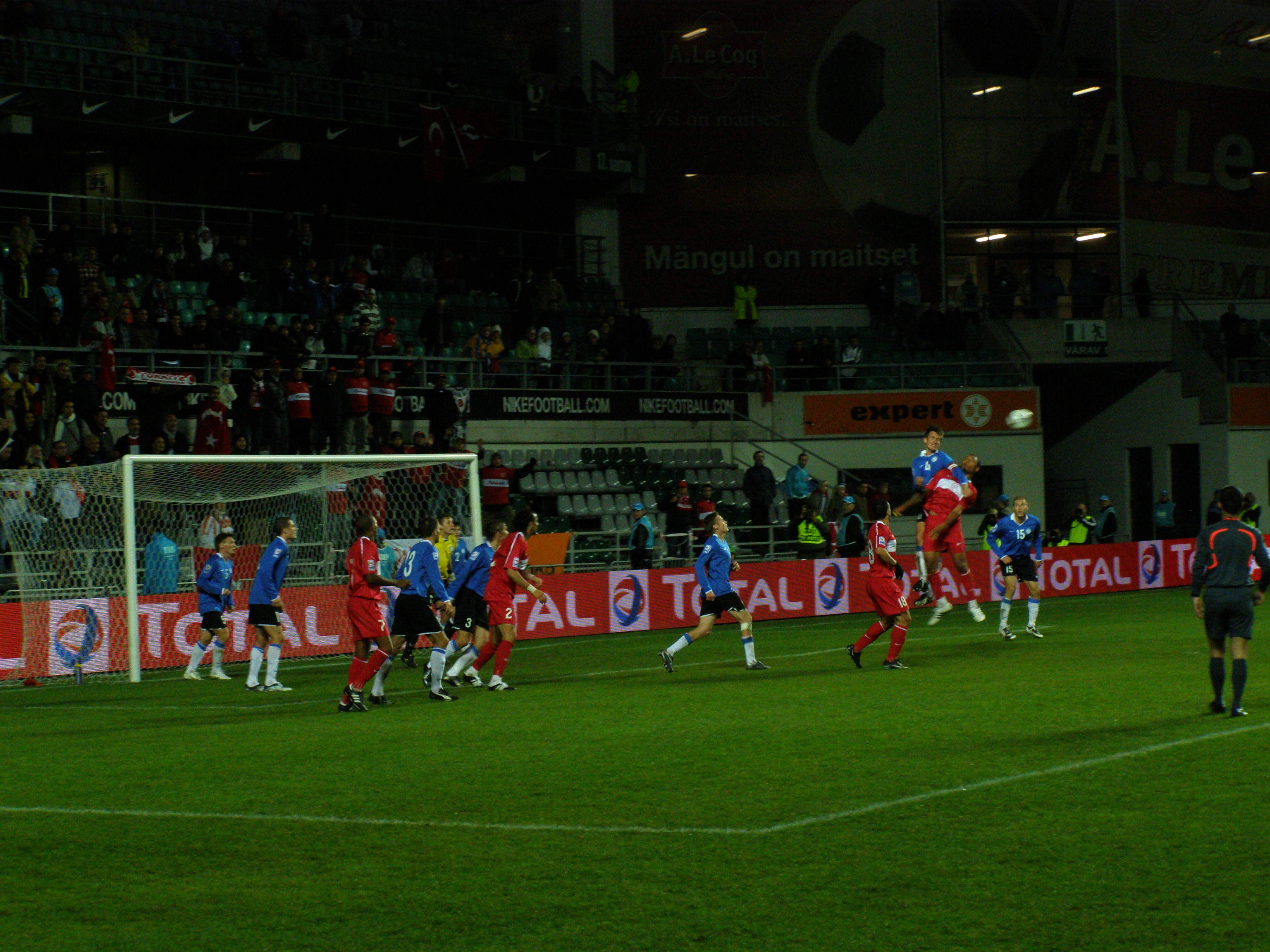
愛沙尼亞與土耳其的比賽，於2008年10月15日
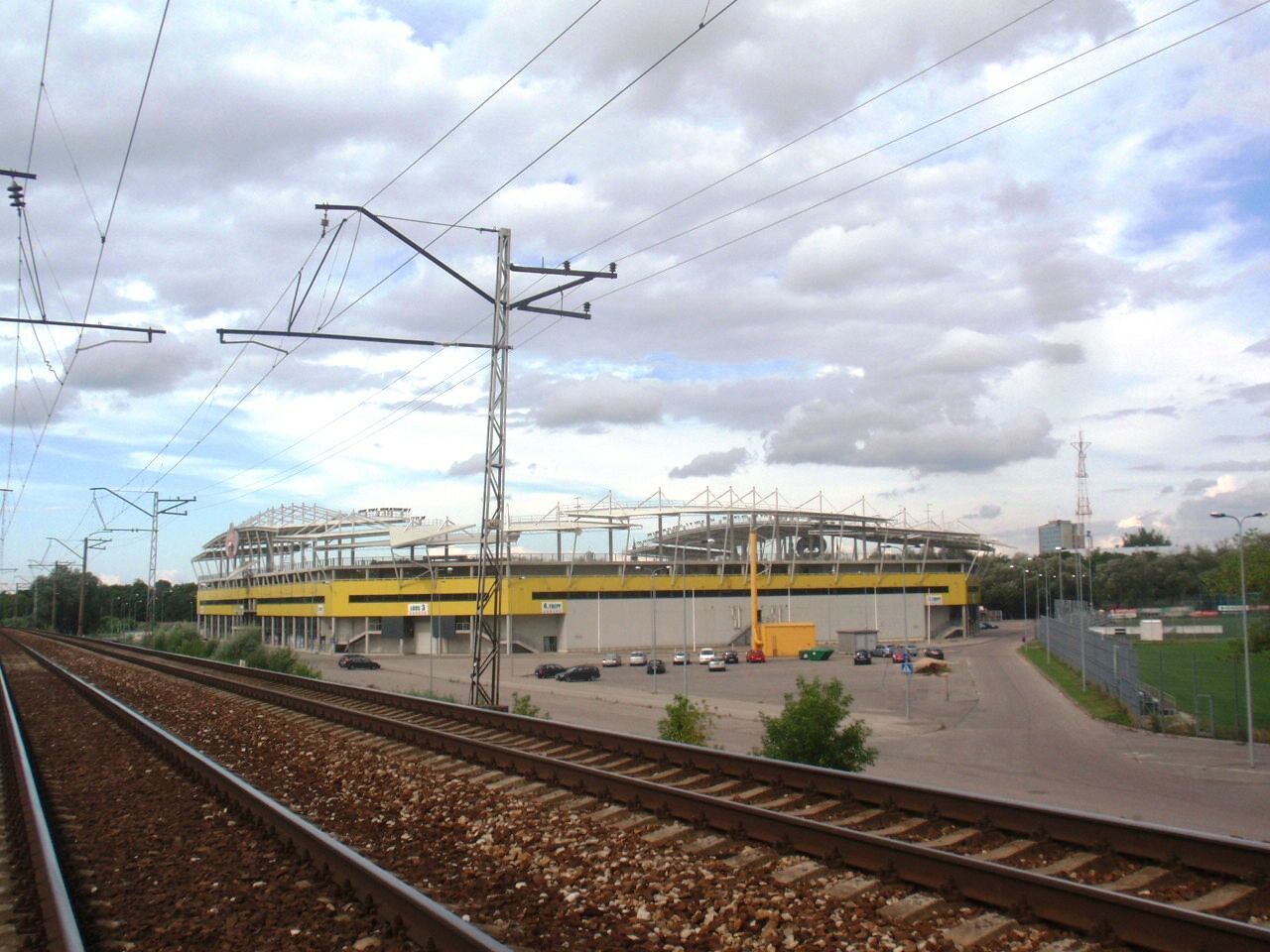
阿·勒柯克競技場的外觀，於2010年8月9日

## 外部連結
- 爱沙尼亚足球协会网站里有关该球场的信息 （页面存档备份，存于） （文）
- Klubi - A. Le Coq Arena （页面存档备份，存于） （文）

| 前任： 菲利普二世體育場 斯科普里 | 歐洲超級盃 舉行場地 2018年 | 繼任： 沃達豐公園球場 伊斯坦堡 |